# Blås-ticka
Blås-ticka (Postia folliculocystidiata) är en svampart som först beskrevs av Kotl. & Vampola, och fick sitt nu gällande namn av Niemelä & Vampola 2001. Postia folliculocystidiata ingår i släktet Postia och familjen Fomitopsidaceae.   Inga underarter finns listade i Catalogue of Life.
I den svenska databasen Dyntaxa används istället namnet Oligoporus folliculocystidiatus för samma taxon.  Arten är reproducerande i Sverige.